# Playa de Guadarranque
La playa de Guadarranque es una playa situada en la barriada de Guadarranque, perteneciente al municipio de San Roque en la comarca andaluza del Campo de Gibraltar en España. Situada en la bahía de Algeciras entre la desembocadura del río Guadarranque y la refinería de Gibraltar-San Roque. Es una playa de unos 600 metros de longitud y 60 metros de anchura media. Perfectamente apta para el baño esta playa se encuentra junto a la barriada de Guadarranque y a escasos metros de los restos arqueológicos de la ciudad romana de Carteia. Al estar situada entre dos centros industriales, la referida refinería y la central térmica de Palmones de la vecina localidad de Los Barrios no recibe una gran afluencia de veraneantes. Posee gran cantidad de servicios, recogida de basuras, duchas, aseos y una línea de autobuses que la comunica con el centro del municipio.